# Ophiosmilax mirabilis
Ophiosmilax mirabilis är en ormstjärneart som beskrevs av Matsumoto 1915. Ophiosmilax mirabilis ingår i släktet Ophiosmilax och familjen skinnormstjärnor. Inga underarter finns listade i Catalogue of Life.